# Pyropeltidae
Pyropeltidae is een familie van weekdieren uit de klasse van de Gastropoda (slakken).

## Geslacht
- Pyropelta McLean & Haszprunar, 1987